# Stjärnspel i Västern
Stjärnspel i Västern (Sarah Bernhardt) är ett Lucky Luke-album från 1982. Det är det 49:e albumet i ordningen, och har nummer 46 i den svenska utgivningen. 

## Handling
Sommaren 1880 anländer den franska skådespelerskan Sarah Bernhardt till USA och president Rutherford B. Hayes ber personligen Lucky Luke att agera hennes livvakt på hennes bejublade turné. Resan går med tåg, flodångare samt häst och vagn, och innebär möten med gangstrar, indianer, krokodiler, kavalleriet, can-can-flickor, och nationens första dam.

## Svensk utgivning
- Morris; Xavier Fauche och Jean Léturgie, (översättare: Jerk Sander) (1982). Stjärnspel i Västern. Lucky Lukes äventyr: 46. Stockholm: Bonniers Juniorförlag. Libris 7285415. ISBN 91-48-50736-9
- I Lucky Luke – Den kompletta samlingen ingår albumet i "Lucky Luke 1980-1982". Libris 10147841. ISBN 91-7134-350-4